# USS Lake (DE-301)
USS Lake (DE-301) foi uma embarcação da classe Evarts da Marinha dos Estados Unidos durante a Segunda Guerra Mundial . Ele foi enviada para o Oceano Pacífico para proteger comboios e outros navios de submarinos e aviões de combate japoneses. Ele realizou operações de escolta e ações antissubmarino em áreas de batalha perigosas e voltou para casa com duas estrelas de batalha.
Sua construções foi iniciada em 22 de abril de 1943 pelo Marinha da Marinha e lançado ao mar em 18 de agosto de 1943.

## Operações do Teatro do Pacífico durante a Segunda Guerra Mundial
O USS Lake partiu de São Francisco, Califórnia, em 11 de abril de 1944, escoltando um comboio até o Havaí e chegando em 20 de abril em seu destino.  Ele operou lá até 23 de junho onde partiu para escoltar um comboio para as Ilhas Marshall.  No dia 5 de julho o USS Lake seguiu para Eniwetok com um grupo de embarcações de patrulhas anti-submarinas ao largo das Marianas, protegendo vias vitais de navegação durante a conquista de Saipan e a libertação de Guam. Enquanto o USS Lake se dirigia para as Ilhas Marshalls, escoltando dois navios de transporte, este no caminho resgatou uma pequena jangada com dois japoneses na vizinha ilha de Wotje.  Ao chegar à Kwajalein em 2 de setembro, ele entregou os prisioneiros ao exército e partiu navegou escoltando navios de transporte de tropas para a invasão de Peleliu.  Alcançando os Palaus em 21 de setembro, ela serviu no patrulhamento da área para as próximas semanas.

## Operações filipinas
Em novembro, o USS Lake se juntou ao grupo de abastecimento que atendia às unidades da força-tarefa de transporte rápido durante a invasão das Filipinas.  Ali permaneceu com o grupo até que se dirigiu em 15 de fevereiro para a invasão de Iwo Jima. Depois da batalha de Iwo Jima, o USS Lake escoltou a força-tarefa 58 durante as operações contra Okinawa. Ao longo da campanha, ela fez transporte para Ulithi escoltando petroleiros vazios.  Em 8 de agosto, foi ordenado a escoltar e dar proteção anti-submarina a 12 petroleiros e um cargueiro a caminho perto do Japão.

## Desmantelamento de fim de guerra
Após a rendição japonesa, o USS Lake retornou à costa oeste, chegando a São Francisco em 13 de outubro.  Ele foi desativado no dia 3 de dezembro, e foi vendido em 14 de dezembro de 1946 para a empresa Puget Sound Navigation Co., em Seattle, Washington.

## Prêmios
Lake recebeu duas estrelas de batalha pelo serviço na  Segunda Guerra Mundial.